# Kenjige Estate, Mudigere
Kenjige Estate là một làng thuộc tehsil Mudigere, huyện Chikmagalur, bang Karnataka, Ấn Độ.